# Griffin Cleveland
Griffin Cleveland (* 2. Februar 2003 in Los Angeles, Kalifornien) ist ein US-amerikanischer Schauspieler und Synchronsprecher.

## Leben
Cleveland wurde am 2. Februar 2003 in Los Angeles als Sohn von Julie Cleveland und des Schauspielers Chris Cleveland geboren. Er debütierte 2007 in dem Fernsehfilm Backyards & Bullets. Anschließend übernahm er Episodenrollen in den Fernsehserien Eleventh Hour – Einsatz in letzter Sekunde, Lie to Me, Castle und  Criminal Minds. In den nächsten Jahren konnte er sich als Schauspieler durch Tätigkeiten in Fernsehfilmen und Fernsehserien etablieren. 2015 übernahm er eine Synchronsprecherrolle in dem Videospiel Fallout 4. 2016 übernahm er die Hauptrolle des Matt Bauer im Familienfilm Superkids.

## Filmografie
- 2007: Backyards & Bullets (Fernsehfilm)
- 2008: Eleventh Hour – Einsatz in letzter Sekunde (Eleventh Hour) (Fernsehserie, Episode 1x07)
- 2009: Lie to Me (Fernsehserie, Episode 1x10)
- 2009: Castle (Fernsehserie, Episode 2x05)
- 2009: Criminal Minds (Fernsehserie, Episode 5x11)
- 2009: The Karenskys (Fernsehfilm)
- 2010: Medium – Nichts bleibt verborgen (Medium) (Fernsehserie, Episode 7x03)
- 2010: Bones – Die Knochenjägerin (Bones) (Fernsehserie, Episode 6x06)
- 2011: T is for Tantrum (Kurzfilm)
- 2011: The Walking Dead: Webisodes (Mini-Serie, 3 Episoden)
- 2011: Hallelujah (Fernsehfilm)
- 2012: Desperate Housewives (Fernsehserie, Episode 8x16)
- 2012: Ben and Kate (Fernsehserie, 2 Episoden)
- 2012: The Seven Year Hitch (Fernsehfilm)
- 2013: Santa Switch (Fernsehfilm)
- 2014: Enlisted (Fernsehserie, 3 Episoden)
- 2014: The Gambler
- 2016: Superkids (Time Toys)

## Synchronsprecher
- 2015: Fallout 4 (Videospiel)